# 理查德·劳伦斯·米林顿·辛格
理查德·劳伦斯·米林顿·辛格（1914年10月28日—1994年8月18日），英国生物化学家，英国皇家学会会员。出生在英国利物浦，毕业于剑桥大学。他和马丁合作发明了“分配色谱法”，当时他只有27岁。后来又与马丁发明了“纸色谱法”，几乎可以用于所有蛋白质、有机物和无机物的检测。